# Dwight Taylor
Dwight Taylor est un scénariste et producteur américain né le 1er janvier 1902 à New York (États-Unis), mort le 31 décembre 1986 à Woodland Hills (Los Angeles).

## Filmographie

### Comme scénariste
- 1931 : Secrets of a Secretary
- 1932 : Ici New York (Are You Listening?) de Harry Beaumont
- 1933 : Today We Live
- 1933 : If I Were Free
- 1934 : Long Lost Father
- 1935 : Le Danseur du dessus (Top Hat)
- 1936 : En suivant la flotte (Follow the Fleet)
- 1937 : Head Over Heels
- 1939 : Veillée d’amour (When Tomorrow Comes)
- 1939 : L'Étonnant M. Williams (The Amazing Mr. Williams)
- 1940 : Rhythm on the River
- 1941 : Vedette à tout prix (Kiss the Boys Goodbye)
- 1941 : Qui a tué Vicky Lynn? (I Wake Up Screaming)
- 1942 : Nightmare
- 1944 : L'introuvable rentre chez lui (The Thin Man Goes Home)
- 1945 : La mort n'était pas au rendez-vous (Conflict)
- 1952 : L'Ivresse et l'Amour (Something to Live For)
- 1952 : Cinq mariages à l'essai (We're Not Married!)
- 1953 : Le crime était signé (Vicki)
- 1955 : Vom Himmel gefallen
- 1957 : Ombres sous la mer (Boy on a Dolphin)
- 1957 : Les Amants de Salzbourg (Interlude)
- 1966 : Batman ("Batman") (série TV)

### Comme producteur
- 1942 : Nightmare